# Novi Iskar
Novi Iskar (en búlgar: Нови Искър [ˈnɔvi iskɐr]) és una ciutat a l'oest de Bulgària. És una de les 4 ciutats del municipi de Sofia, juntament amb Sofia, Bankya i Buhovo.
La ciutat de Novi Iskar és el centre administratiu del districte de Sofia 'Novi Iskar', que és un dels 24 districtes del municipi de Sofia.

## Geografia
La ciutat es troba a 14 km al nord de Sofia. La regió de Novi Iskar inclou la ciutat de Novi Iskar amb els seus 5 barris: Slavovtsi, Kumaritsa, Kurilo, Izgrev i Gnilyane, a més de 12 pobles: Balsha, Voinyagovtsi, Dobroslavtsi, Zhiten, Kubratovo, Katina, Lokorsko, Mirovyane, Negovan, Podgumer, Svetovrachane i Chepintsi. Una mica més de 52.000 persones viuen permanentment al territori de la regió de Novi Iskar i unes 30.000 persones viuen a la mateixa ciutat.
Un avantatge de la ciutat de Novi Iskar és la seva ubicació geogràfica: és la intersecció de diverses artèries de connexió importants amb l'interior del país. La proximitat amb la ciutat de Sofia, així com la bellesa de la natura que l'envolta, també la fa atractiva per a inversors i turistes. Les fonts minerals s'han descobert a través de pous d'exploració geològica als dos barris de la ciutat de Novi Iskar - Kumaritsa i Gnilyane, així com als pobles de Katina, Chepintsi i Svetovrachene. L'aigua d'aquestes fonts minerals és adequada per al tractament de diverses malalties, segons una investigació de l'Institut de Balneologia, Fisioteràpia i Rehabilitació. La ciutat de Novi Iskar és travessada pel riu Iskar en direcció de sud a nord. La xarxa fluvial de la regió de Novi Iskar també inclou els rius Chervena, Blato, Katinska, Lesnovska, Podgumerska i altres.

## Història
Immediatament després del cop d'Estat del 9 de setembre de 1944 a Kumaritsa, va esclatar un tiroteig entre comunistes i policia, que va matar una persona.
La ciutat de Novi Iskar es va formar el maig de 1974 amb la fusió de 3 pobles: Aleksandar Voykov, Gnilyane i Kurilo. El poble d’Aleksandar Voykov es va formar el 1955 quan es van fusionar els pobles Kumaritsa i Slavovtsi. Inicialment una zona de xalets, Izgrev és avui un barri de la ciutat. Va ser declarada ciutat el maig de 1974 pel Decret núm. 1912 del llavors Consell d'Estat de la República Popular de Bulgària. Avui (a partir de l’1 de gener de 2011) hi viuen poc més de 15.000 persones.

## Barris
La ciutat està formada per un total de 5 barris: Slavovtsi, Kumaritsa, Kurilo, Izgrev i Gnilyane. Tenen la seva pròpia història interessant i rica i el seu patrimoni cultural i històric.
Els noms de la majoria d'ells fan referència a l'era de la primera edat mitjana.
El nom de Kumaritsa probablement prové de la planta del cogombre. Ho demostra un poble del mateix nom (Kumaritsa) al centre de Grècia, el nom del qual prové de nou de la planta kumarka (en grec κούμαρο (kùmaro)).
Els barris de Kumaritsa i Slavovtsi s’esmenten en una antiga llegenda, que parla d’una caravana que es movia per la carretera romana Via Diagonalis fins a Serdica. La caravana estava dirigida per l’ancià eslau Kumaric, que va morir vell i malalt aquí. El consell tribal el va enterrar amb honors i va decidir quedar-se i va trobar un acord que més tard es va dir Kumaritsa. Aquesta llegenda és inversemblant i ha estat negada pels historiadors. A més, el nom 'Kumaric' no està certificat en cap lloc excepte en aquesta llegenda.
Trobem la informació més històrica sobre el districte de Kurilo, que fins al segle xix era conegut com el poble de Skrino. La història del seu canvi de nom és la següent: En el camí cap a la ciutat d'Edirne, l'exèrcit del general rus Dibich va passar pel poble de Skrino. Aquí el general deixa un cap: el seu estat major, el general Kurilo, que durant la seva estada construeix edificis que abans de marxar deixa als locals. Com a mostra d’agraïment, van canviar el nom del seu poble de Skrino a Kurilo.
El nom del districte de Gnilyane es coneix per un decret del sultà, del 23 d’abril de 1500.
Durant les excavacions del monticle dels assentaments Al voltant de Glava, es van trobar ídols d'os i ceràmica pintada de manera exquisida. Els arqueòlegs afirmen que la troballa va del 1900 al 3000 aC. Segons els historiadors, aquí hi vivien tribus tràcies.
El barri "més jove" de la ciutat de Novi Iskar és el barri "Izgrev". Es va originar a la part nord-est de Novi Iskar després de la Segona Guerra Mundial i s’ha instal·lat activament durant els darrers 60 anys. Establerta originalment com a zona de xalets, avui més de 3.000 persones viuen permanentment al districte d’Izgrev i és una part important de la ciutat.

## Monuments
La zona és rica en monuments culturals. Cinc d'ells són de la categoria 'd'importància nacional'. Monument arquitectònic i artístic de la cultura són el monestir 'Sant Dimitar' al poble de Podgumer, l'església 'Sant Nicolau' de Negovan, l'església 'Santa Nativitat de la Mare de Déu' al poble de Jiten, els frescos de l'església 'Sant Petka' al poble de Balsha. L'iconostasi de les esglésies 'Sant Nicolau' a Slavovtsi i 'Santa Trinitat' al districte de Kumaritsa són obra dels mestres de la família Filipovi de Debar.
Les icones de 'Sant Nicolau' a Kumaritsa són de Shteryu Ivanov de Krushevo.
L'església del monestir 'Sant Ivan Rilski' i 'Sant Joan Baptista' al districte de Kurilo han estat declarats com una antiguitat popular. És interessant que Sant Joan de Rila, que la gent diu Sant Ivan Rilski, visqués i servís al monestir de Kuril. Una de les impremtes búlgares més grans de l'església 'Creu Blanca' treballava al monestir. A partir d’aquí es va estendre la literatura cristiana sobre Romania i Rússia.
Entre els santuaris hi ha el monestir de Pogumersky 'Sant Vmchk Dimitar', que avui està tancat. La seva història es remunta al segle xi. Els arqueòlegs creuen que hi havia una necròpolis cristiana al lloc de l'església actual. El monestir ha estat destruït i reconstruït repetidament. Està construït íntegrament en les tradicions de l'arquitectura Revival.
Un altre monument, que es troba en molt bon estat, és l'església 'Sant Nicolau Mirlikiiski' al poble de Negovan. Va ser construït el 1886 pel mestre Ignat Petrov del poble de Kasilak, regió de Radomir. La iconostasi és obra del mestre-tallista Stoycho Lyubenov, i les icones són del mestre Mihail Blazhev del poble de Tresonche i d'Ivan Dospevski, germà del famós Stanislav Dospevski de Samokov. Els frescos i la decoració de l'església són exemples del final del Renaixement. Aquest monument cultural educa la jove generació enamorada de l'ensenyament cristià i desperta l’admiració dels mestres-constructors i pintors.
L'església 'Sant Petka' al poble de Voinyagovtsi està feta de pedra, excavada al terra. Es va construir abans de l'Alliberament, però avui en dia els seus frescos necessiten restauració.
'Markovata kashta' al poble de Dobroslavtsi és una de les poques cases conservades en estil Revival, tot i que avui el lloc no es troba en bon estat.
Amb més de 130 anys d'història són els frescos de l'església 'Santa Trinitat' al poble de Mirovyane. A la llista de l’Institut Nacional de Monuments Culturals, com a monuments artístics de la cultura s'inclou el monestir 'Sant Tres Sants' al poble de Chepintsi i l'Església de Tots Sants.

## Cultura
La vida cultural a la ciutat de Novi Iskar és extremadament rica i diversa. Artistes i escriptors amb talent viuen i treballen a la ciutat. És tradició reunir-se entre ells, organitzar exposicions i presentar les seves noves obres. L'interès dels residents pel folklore, que és la riquesa cultural més gran de la ciutat, és durador. L'aspiració de tots els residents a la ciutat de Novi Iskar és preservar i transmetre a les generacions futures les tradicions populars i folklòriques establertes a la ciutat. Els 4 centres de la comunitat folklòrica de la ciutat de Novi Iskar amb els seus grups de dansa, grups de teatre i grups de folklore amateur també ajuden a la realització d'aquesta aspiració. Desenvolupen una rica activitat i contribueixen a la transmissió de l'esperit búlgar saludable a les generacions més joves. La ciutat de Novi Iskar organitza cada any, juntament amb els municipis de Svoge i Mezdra, les 'Vacances del Congost d'Iskar', que permeten als residents del riu Iskar conèixer i desenvolupar la cooperació en els camps de la cultura, els negocis, l'ecologia, esports i turisme.
El cap marí de Kurilo a l'illa de Snow, a les illes Shetland del Sud, rep el nom del poble de Kurilo.